# Salsola pellucida
Salsola pellucida là loài thực vật có hoa thuộc họ Dền. Loài này được Litv. miêu tả khoa học đầu tiên năm 1922.